# آيا كوياما
آيا كوياما (باليابانية: 亜利弥’)‏ (ولدت في 8 مارس 1973 و توفيت في 27 أغسطس 2018) تشتهر آيا بكونها مصارعة محترفة وفنانة قتال مُختلط يابانية.

## روابط خارجية
- آية كوياما على موقع شيردوغ (الإنجليزية)
- آية كوياما على موقع WrestlingData.com (الإنجليزية)
- آية كوياما على موقع CageMatch worker (الإنجليزية)